# Resolució 811 del Consell de Seguretat de les Nacions Unides
La Resolució 811 del Consell de Seguretat de les Nacions Unides fou adoptada per unanimitat el 12 de març de 1993. Després de reafirmar les resolucions 696 (1991), 747 (1992), 785 (1992), 793 (1992) i 804 (1993), el Consell va expressar la seva preocupació pels combats recents i va condemnar les violacions dels "Acordos de Paz" a Angola per part d'UNITA, inclòs el seu rebuig als resultats electorals i les negociacions a més de la represa de les hostilitats.
La resolució exigia a UNITA que acceptés els resultats de les eleccions i el Govern d'Angola com la prova de que ells, en particular UNITA, havien implementat els acords de pau, abans del 30 de març de 1993. També va exigir un alto el foc  a tot el país i dialogar, reafirmant que s'encarregarà de qualsevol part que es negui a participar en aquest diàleg.
El Consell condemnà els atacs verbals i físics contra Margaret Anstee, representant especial del Secretari General Boutros Boutros-Ghali i a la Segona Missió de Verificació de les Nacions Unides a Angola (UNAVEM II), incloent-hi el segrest d'un membre d'UNAVEM II a la província de Cabinda, exigint a més que totes les parts garanteixin la seguretat de tot el personal de les Nacions Unides.
La resolució va convidar Boutros-Ghali a organitzar una reunió al més alt nivell entre ambdues parts abans del 30 d'abril de 1993 i considerar el futur de les Nacions Unides a Angola en general. Va concloure demanant a tots els organismes de les Nacions Unides, els Estats membres i les organitzacions humanitàries internacionals que proporcionessin ajuda econòmica, material i tècnica, a més de l'ajuda humanitària a la població civil. Aquesta disposició va ser afegida a la resolució després de les preocupacions sobre la situació humanitària a Angola per Margaret Anstee.